# Кундерт Володимир Іванович
Кундерт Володимир Іванович (11 листопада 1878, Одеса — місце і час смерті невідомі), український архітектор, цивільний інженер, винахідник, реставратор.

## Біографія

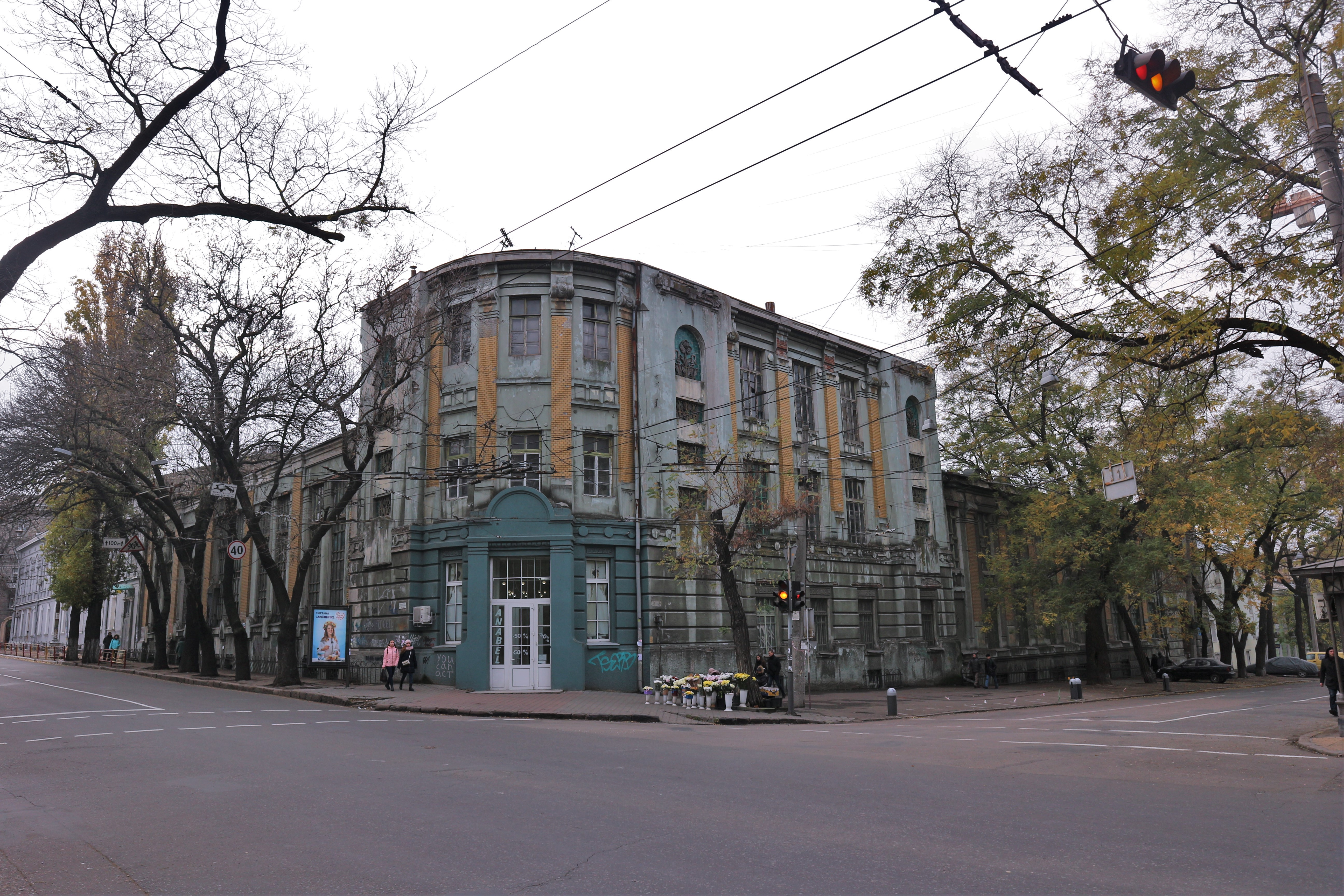
Чаєрозважувальна фабрика товариства "В. Висоцький"

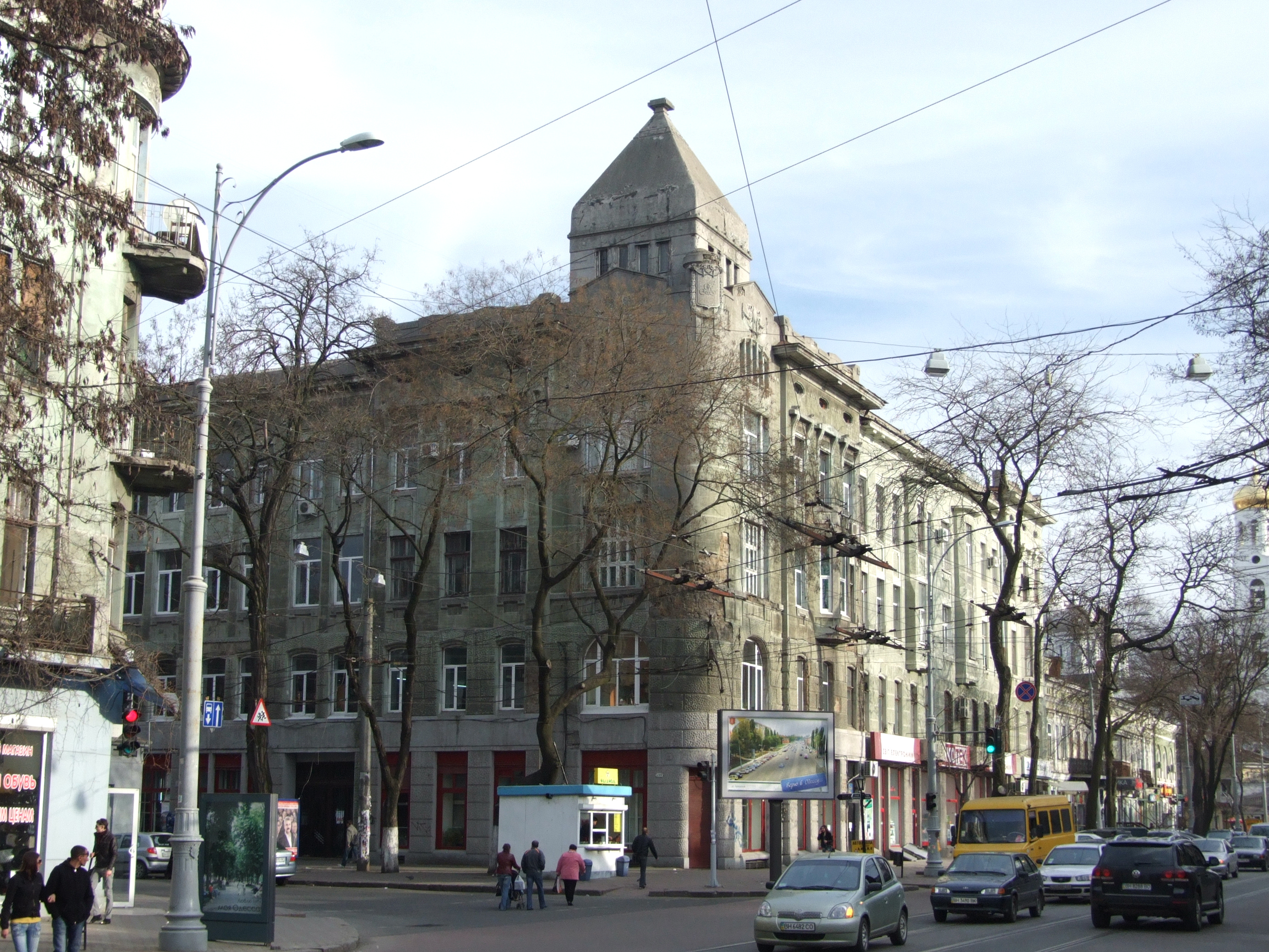
Будинок торгового дому "В. Л. Блюмберг"

Народився у родині німецького колоніста, члена міської управи Івана Андрійовича Кундерта. Після навчання у закладі середньої освіти був зарахований до Петербурзького інституту цивільних інженерів, повний курс якого закінчив у 1900 році з золотою медаллю за інженерні та срібною за архітектурні проекти.
У 1902 році В. І. Кундерт опублікував у петербурзькому журналі "Зодчій" ескіз огорожі Сабанєєва моста у Одесі, яка була майже копією огорожі імператорського павільйону зупинки "Шенбрунн" Віденської міської залізниці. Дана легка металева огорожа пропонувалась замість кам'яної, але проект не був реалізований. У тому же році В. І. Кундерт влаштувався на посаду архітектора Новоросійського університету. У той час відбувалося масштабне будівництво Медичного факультету, але місто на той час замовило проектування одному з самих відомих міських архітекторів О. Й. Бернардацці, який також здійснював і нагляд за будівництвом. Кундерт ж у архівних джерелах стосовно будівництва не фігурує. У 1905 році він подає на звільнення з посади, яку з грудня займав цивільний інженер Бруно Альбертович Бауер. Раніше початку 1904 року В. І. Кундерт також почав працювати помічником міського архітектора В. І. Зуєва і завідувачем ремонтної майстерні Технічно-будівного відділення Одеської міської управи, що розміщувалося у будинку Міської думи. У той час Кундерт проживав у будинку на Ніжинській вул., 30, а у 1905 році на вул. Новосельського, 75.
Володимира Кундерта більш займала інженерна справа, ніж архітекторська. У 1900-х роках він розробив власну систему залізобетонного каркаса, яка була запатентована у Російській імперії (патент № 37743) та Німеччині (патент № 221733), також він відкрив інженерно-будівельну контору. Раніше 1911 року він реалізував більше восьми крупних інженерних проектів, серед яких . У наслідок того, що залізобетоні конструкції тоді використовувались переважно у промисловому будівництві, а у цивільному будівництві застосування таких технологій не було поширеним, то більшість проектів В. І. Кундерта відносяться до промислової архітектури, також займався влаштуванням артезіанських колодязів та опор електричної мережі. У більшості випадків він був лише автором залізобетонних конструкцій, тоді як проектуванням фасадів займалися інші архітектори. У цьому відношенні найбільш плідна співпраця була з архітектором, який, також мав німецьке походження, Християн Готлібович Бейтельсбахер, він працював переважно у стилі німецького ретроспективізму. Також відомо два проекти з архітектором А. Б. Мінкусом, та один з Ю. М. Дмитренко.
У 1907 році Володимир Іванович Кундерт мав чин титулярного радника і окрім посади у Технічно-будівному відділенні Одеської міської управи також працював у інженером Одеської повітової Міської управи (Пантелеймонівська вул., 17). До 1910 року він звільнився з всіх державних посад і зосередився керуванням власним бюро. Також у ті роки він був, одним з торгових представників оздоблювального матеріалу німецької марки "Терранова", який виробляли у Фраюнзі та Вайлерсвісті. Раніше 1911 року він і власна контора переїхали до будинку на Дворянській вул., 9 / Єлісаветинській вул., 8.
У 1910 році В. І. Кундерт виконав проект головного павільйону Торгово-промислової сільськогосподарської виставки, що відбулася у тому же році у Одесі.
У 1910-х роках він проектує залізобетоні конструкції декількох будинків, серед яких виділяються будинки торгового дому В. Л. Блюмберг та С. О. Григор'євої, одеське відділення Азовсько-Донського банку, тютюнова фабрика спадкоємців А. М. Попова.
З встановленням Радянської влади В. І. Кундерт працевлаштувався завідувачем технічного відділення Одеського пайового будівельного товариства (Пайбуд) на Рішельєвській вул., 3, який був філіалом Укрпайбуду. На даній посаді він рахувався вже у 1923 році, у той час він проживав у будинку на вул. Гоголя, 6. Проекти міжвоєнних років, до яких має відношення В. І. Кундерт майже невідомі, у 1920-х роках він брав участь у споружденні будинку телефонної станції, який виконано в динамічних формах конструктивізму, також інженер здійснив розширення міської електростанції і перебудову Воронцовського палацу у Палац піонерів.
Після встановлення румунської влади В. І. Кундерт працював на посаді заступника міського голови по будівництву і був директором Дому вчених. Відновлює зруйновані будинки міста, у тому числі колишній будинок Міської думи. У 1944 році разом з відступуючими німецько-румунськими військами залишив місто, подальша доля його невідома.

## Споруди
Одеса
- Будинок Російського товариства колоніальної торгівлі, 1900-ті рр., вул. Катеринінська, 23[6];
- Будівля південно-російського товариства шкіряного виробництва, 1900-ті рр., Дальницька вул., 42[6];
- Будівля фірми "Д. П. Котляревський", 1900-ті рр.[6];
- Завод Акціонерного товариства Лібавської маслобійні, 1900-ті рр., вул. Мечнікова, 132[6];
- Корпус чаєрозважувальної фабрики товариства "В. Висоцький", 1900-ті рр., Канатна вул., 20 / Троїцька вул., 11[6]. Пам'ятник архітектури місцевого значення № 858-Од[13];
- Залізобетонний димохід у порту, 1900-ті рр.[6];
- Електрична станція у порту, 1900-ті рр[6];
- Щогли електричного освітлення у порту, 1900-ті рр.[6];
- Будівля на заводі І. І. Гена, 1900-ті рр. Дальницька вул., 15 (не збереглась)[6];
- Корпус заводу І. І. Гена, арх. В. М. Кабіольський, інж. В. І. Кундерт, 1902 р., вул. Чорноморського козацтва, 72/1;
- Реконструкція вілли Рено, 1906 р., Французький бул., 15 (У 1911 році перебудована В. І. Прохаскою із зміною зовнішнього вигляду)[12]. Виявлений пам'ятник архітектури[13];
- Внутрішня реконструкція будинку Аркудинської, 1906 р., вул. Кінна, 12 / Ніжинська вул.[14];
- Перевлаштування входу у морські вани Є. Н. Гойковича, 1906 р., Приморська вул., 11/13[15];
- Перебудова магазину П. С. Раллі у будинку Енно, проект: 1908 р. Роботи: 1909 р., Гаванна вул., 13 / Дерибасівська вул., 20[12][16];
- Водогінні залізобетоні вежі для спрінклерів Грінеля у Одесі та околицях[6];
- Пакгаузи Північного пароплавного товариства, поч. XX ст.[8];
- Пакгаузи Російського товариства пароплавства та торгівлі, поч. XX ст.[8]
- Одеське відділення Російсько-американської гумової мануфактури «Трикутник», арх. Бейтельсбахер Х. Г., Кундерт В. І., будівництво, 1910 р., Пушкінська вул., 32. Пам'ятник архітектури місцевого значення 60-Од[13];
- Головний павільйон торгово-промислової і сільськогосподарської виставки в Одесі у 1910 році, парк Т. Г. Шевченка (будівля не збереглась)[10];
- Будинок торгового дому В. Л. Блюмберг, арх. А. Б. Мінкус, В. І. Кундерт, 1910 - 1912, Преображенська вул., 64 / Троїцька вул., 51[6][12]. Пам'ятник архітектури місцевого значення 673-Од[13];
- Тютюнова фабрика Попова, арх. А. Б. Мінкус, Кундерт В. І., 1910 - 1912 рр.[17] або 1911 р.[12], Пушкінська вул., 70 / Мала Арнаутська вул., 65 (не збереглась);
- Дача В. І. Кундерта, 1910 р., Французький бул., 25 (не збереглася)[12];
- Одеська контора Азовсько-Донського банку, арх. А. Б. Мінкус (у співпраці В. І. Кундертом та С. В. Домбровським), 1910 – 1913 рр., Рішельєвська вул., 9а[12]. Пам'ятник архітектури місцевого значення 738-Од[13];
- Корпуса пробкового заводу «Е. Арпс и Ко», 1911 р., Балківська вул., 54[12];
- Будинок І. Антоновича, 1911 р., Канатна вул., 41[12]. Пам'ятник архітектури місцевого значення № 297-Од[13];
- Будинок Яворовських, 1911 р., 1914 р., Ніжинська вул., 64[12]. Пам'ятник архітектури місцевого значення № 525-Од[13];
- Реконструкція будинків П. Т. Печеського та Ф. Я. Скведера, арх. Е. Б. Вєй[17], інж. В. І. Кундерт[12], 1911 р., пров. Чайковського, 15-17;
- Будинок Петра Олександровича Горшенєва, арх. Бейтельсбахер Х. Г., Кундерт В. І., 1912 - 1913 рр., вул. Бєлінського, 12[12];
- Будинок Софії Олексіївни Григор'євої, проект і нагляд: арх. Дмитренко Ю. М., інж. Кундерт В. І. за участю інж. Скведера Х. Я., 1912–1913 рр., Ланжеронівська вул., 15 / Катеринінська вул., 15[17][18]. Пам'ятник архітектури місцевого значення № 571-Од[8][13]. Пам'ятник архітектури місцевого значення № 412-Од[13];
- Розширення міської електростанції, 1928 р., вул. Чорноморського козацтва, 119 та вул. Чорноморського козацтва, 70/2[12];
- Будинок телефонної станції, арх. Н. Л. Гуревич[12], В. І. Кундерт[17], 1929 - 1930 рр., Катеринінська вул., 37 / вул. Жуковського, 25;
- Реконструкція Воронцовського палацу у Палац піонерів, 1935 — 1936 рр., Воронцовський пров., 2д[12]. Пам'ятник архітектури національного значення № 546/1[13];
- Відновлення будинку Міської думи, 1942 р., Думська пл., 1[12]. Пам'ятник архітектури національного значення № 547[13];
- Відновлення церкви св. Іллі Іллінського подвір'я Афонського монастиря, 1942 р., Пушкінська вул., 79[12] Пам'ятник архітектури місцевого значення № 731-Од[13];
- Відновлення та ремонт оперного театру, 1942 р., пров. Чайковського, 1[12]. Пам'ятник архітектури національного значення № 549[13];

Дніпропетровськ
- Зрівняльні резервуари міського водогону, 1906 - 1908 рр.[6];
- Машинні будинки міського водогону, 1906 - 1908 рр.[6];
- Житлові будинки міського водогону, 1906 - 1908 рр.[6];

с. Тьоткіно (Російська Федерація)
- Млин спадкоємців І. Н. Терещенко, 1908 р.[6][19];
- Винокурний завод спадкоємців І. Н. Терещенко, 1908 р.[6][20];

Миколаїв
- Будинок харківського віце-губернатора Н. С. Гербеля, 1903 р.[21];

Не реалізовані проекти
- Проект металевої огорожі Сабанєєва моста, 1902 р.[2]

## Галерея

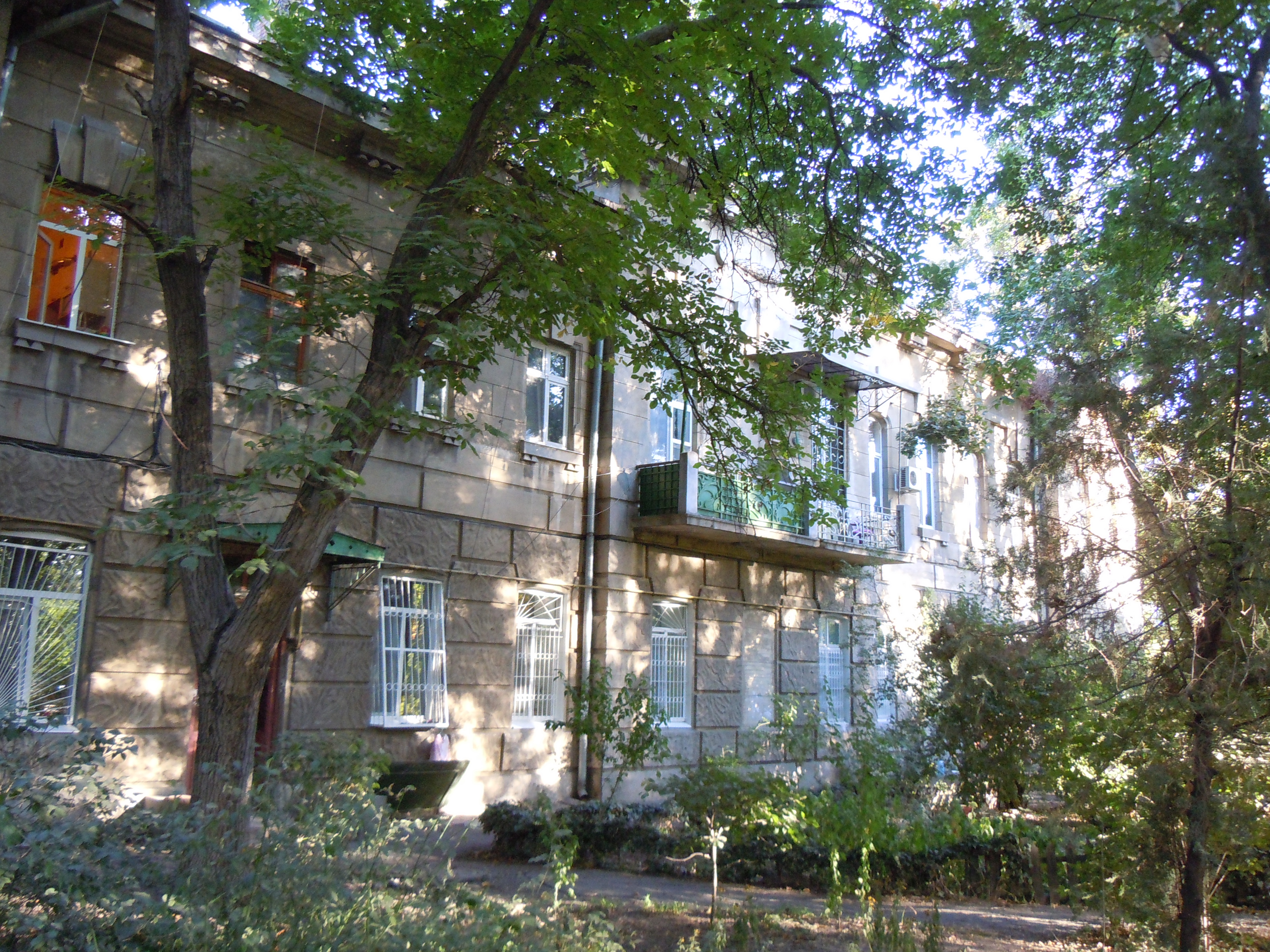
Вілла Рено. Реконструкція, гр. інж. В. І. Кундерт 1906 р. Реконструкція, арх. В. І. Прохаска, 1911 р.
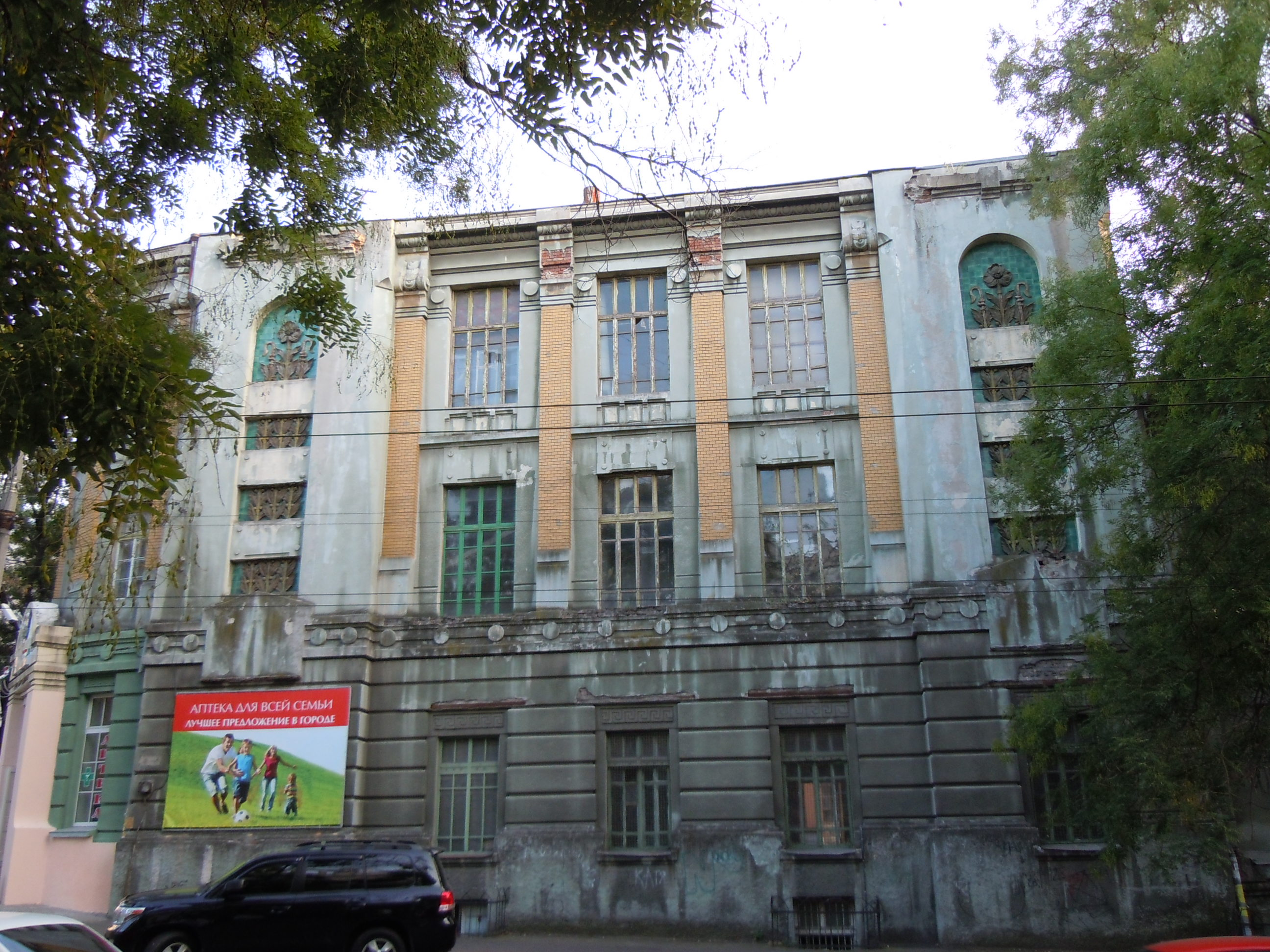
Корпус чаєрозважувальної фабрики товариства "В. Висоцький", 1900-ті рр.
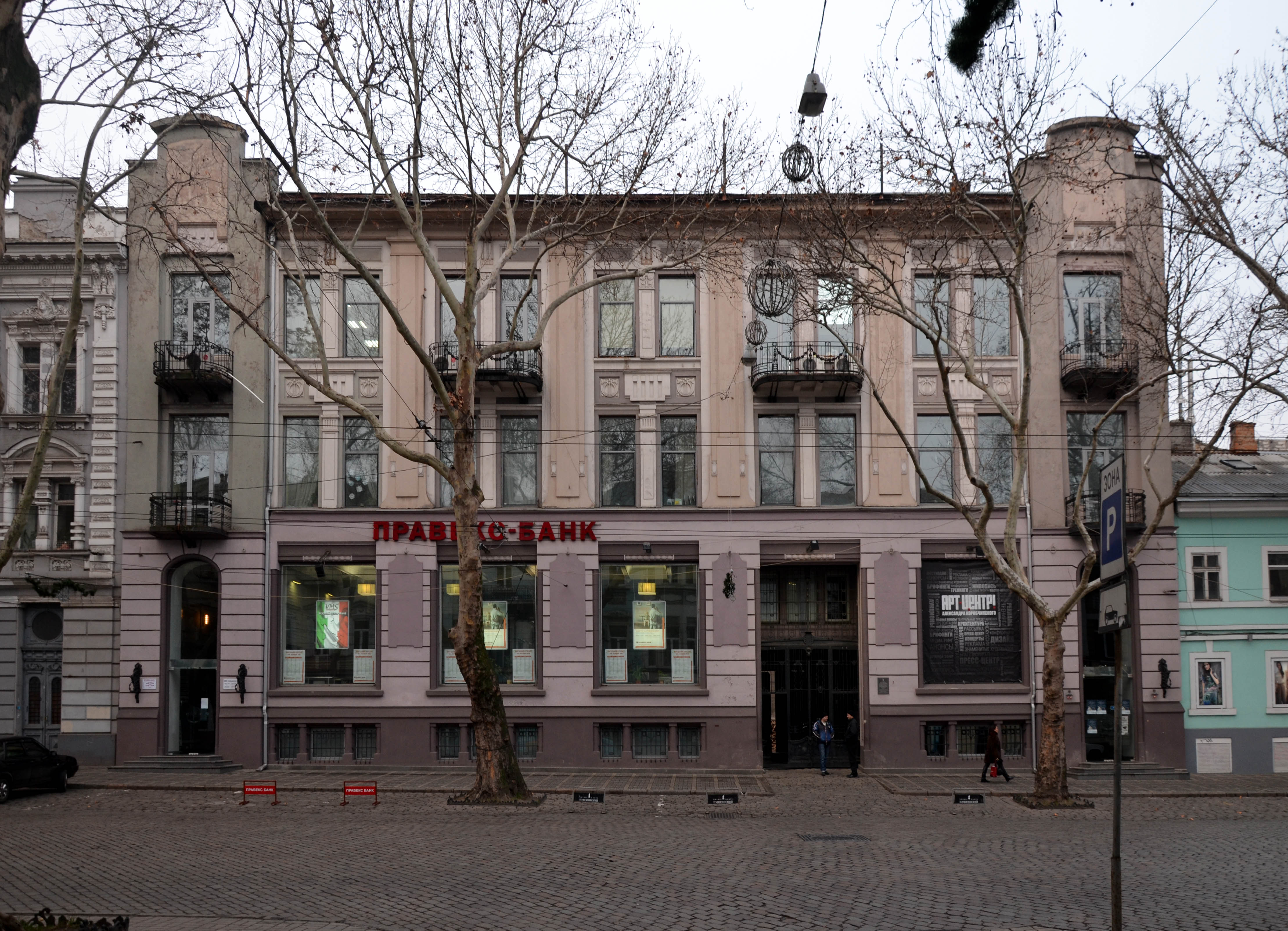
Одеське відділення Російсько-америцької гумової мануфактури «Трикутник», арх. Бейтельсбахер Х. Г., гр. інж. Кундерт В. І., буд. 1910 р.
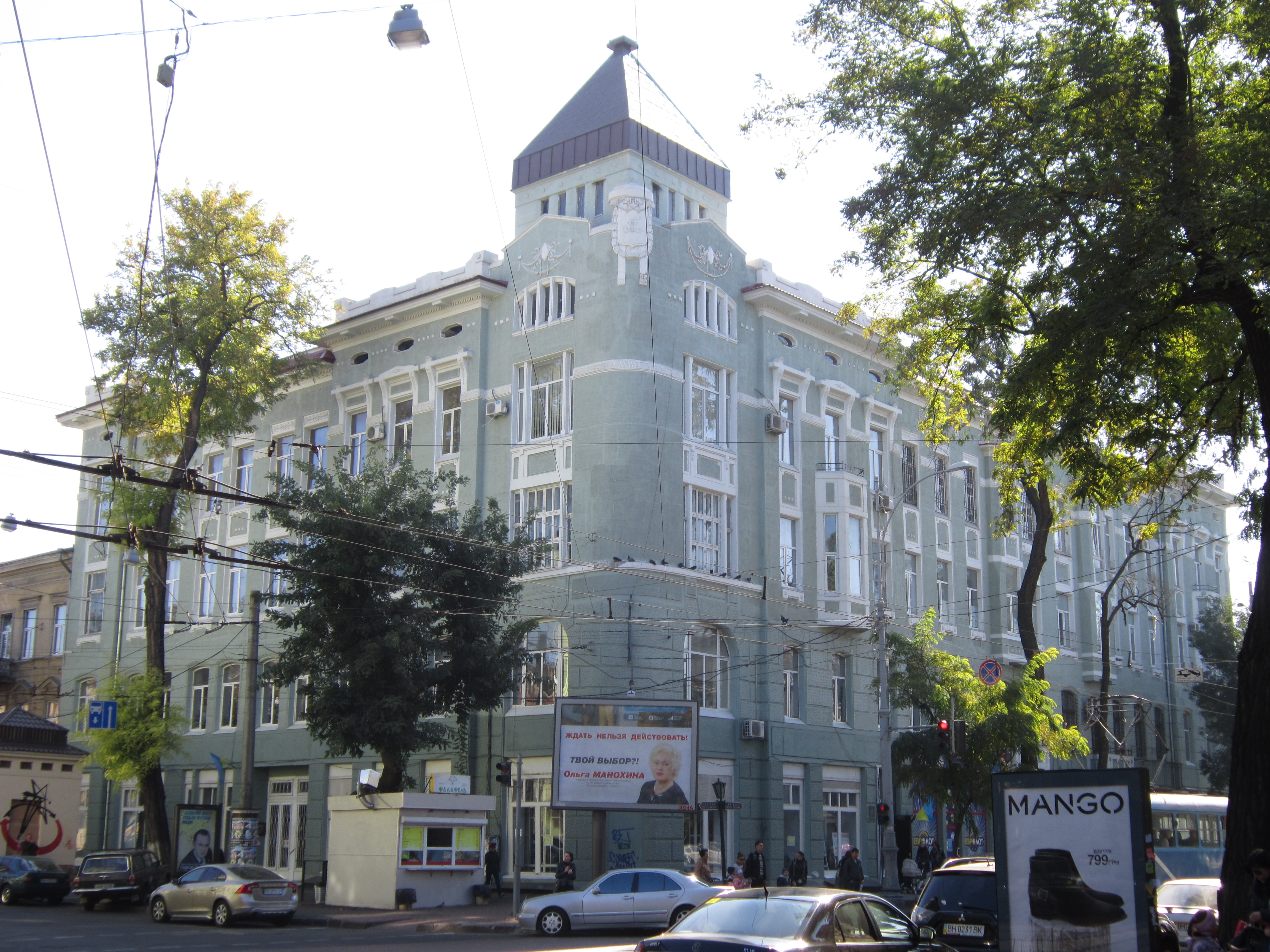
Будинок торгового дому "В. Л. Блюмберг", арх. А. Б. Мінкус, гр. інж. В. І. Кундерт, 1910 - 1912 рр.
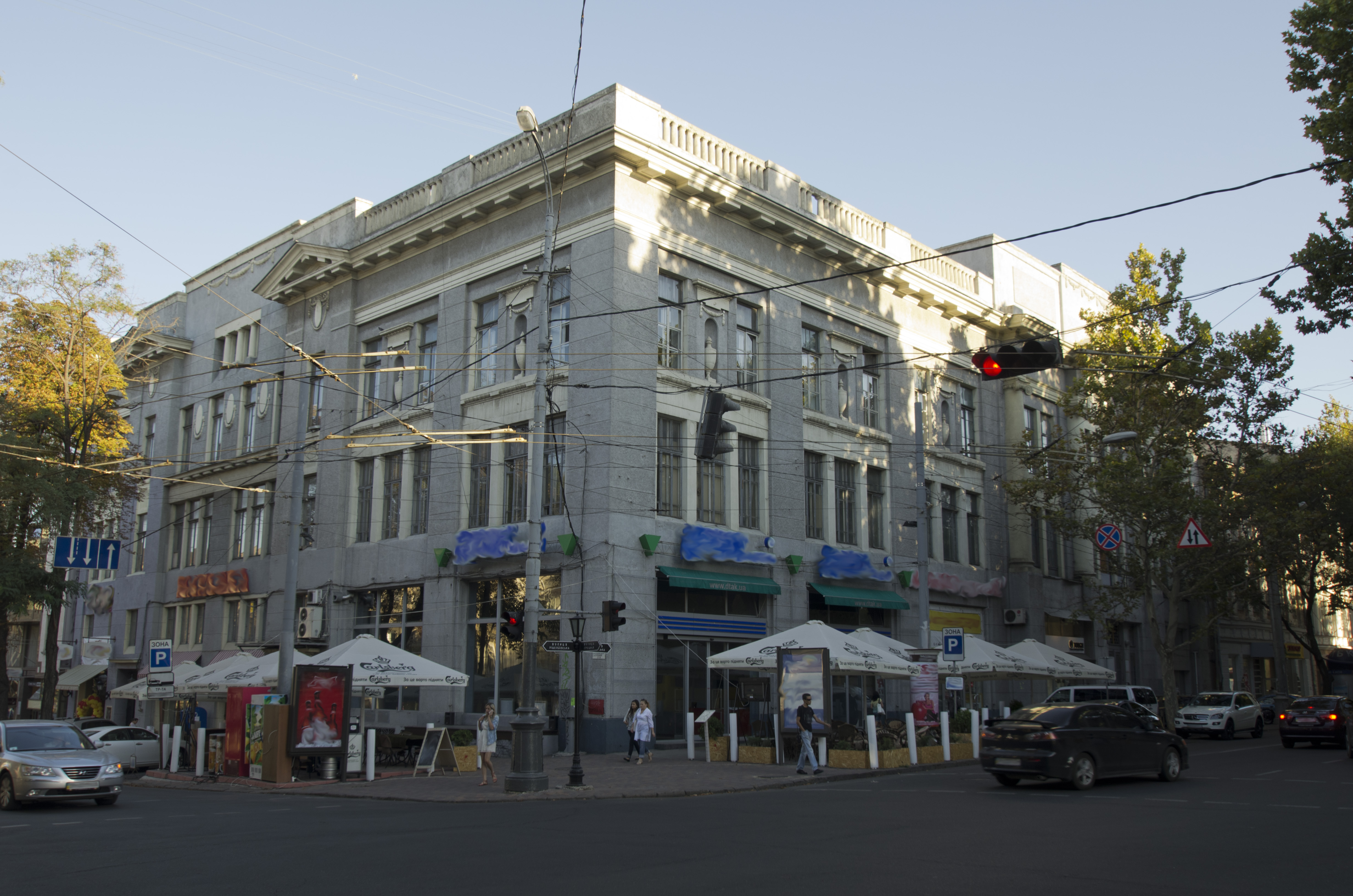
Одеська контора Азово-Донського банку, арх. А. Б. Мінкус (у співпраці гр. інж. В. І. Кундертом та гр. інж. С. В. Домбровським), 1910 – 1913 рр.
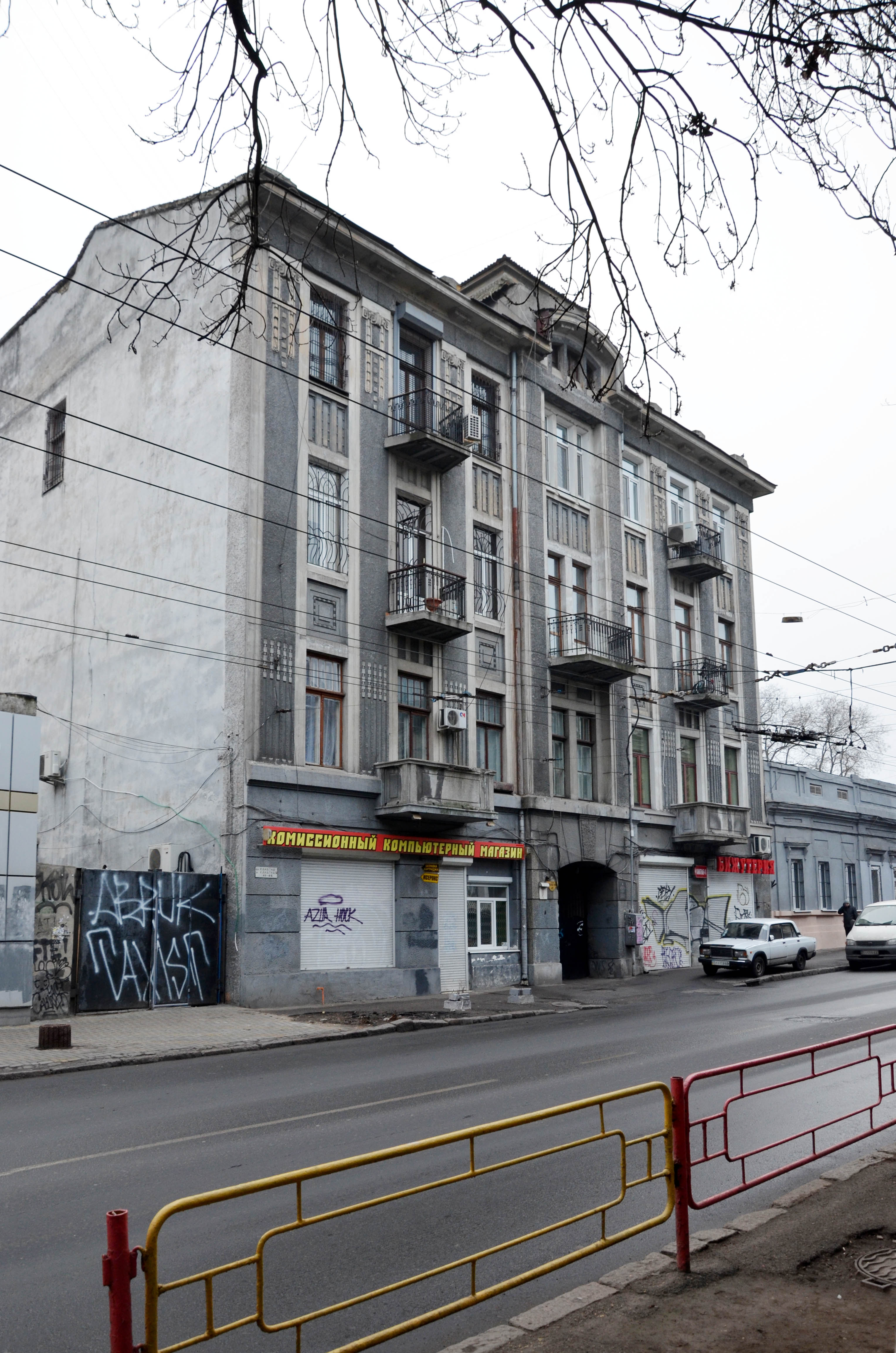
Будинок І. Антоновича, 1911 р.
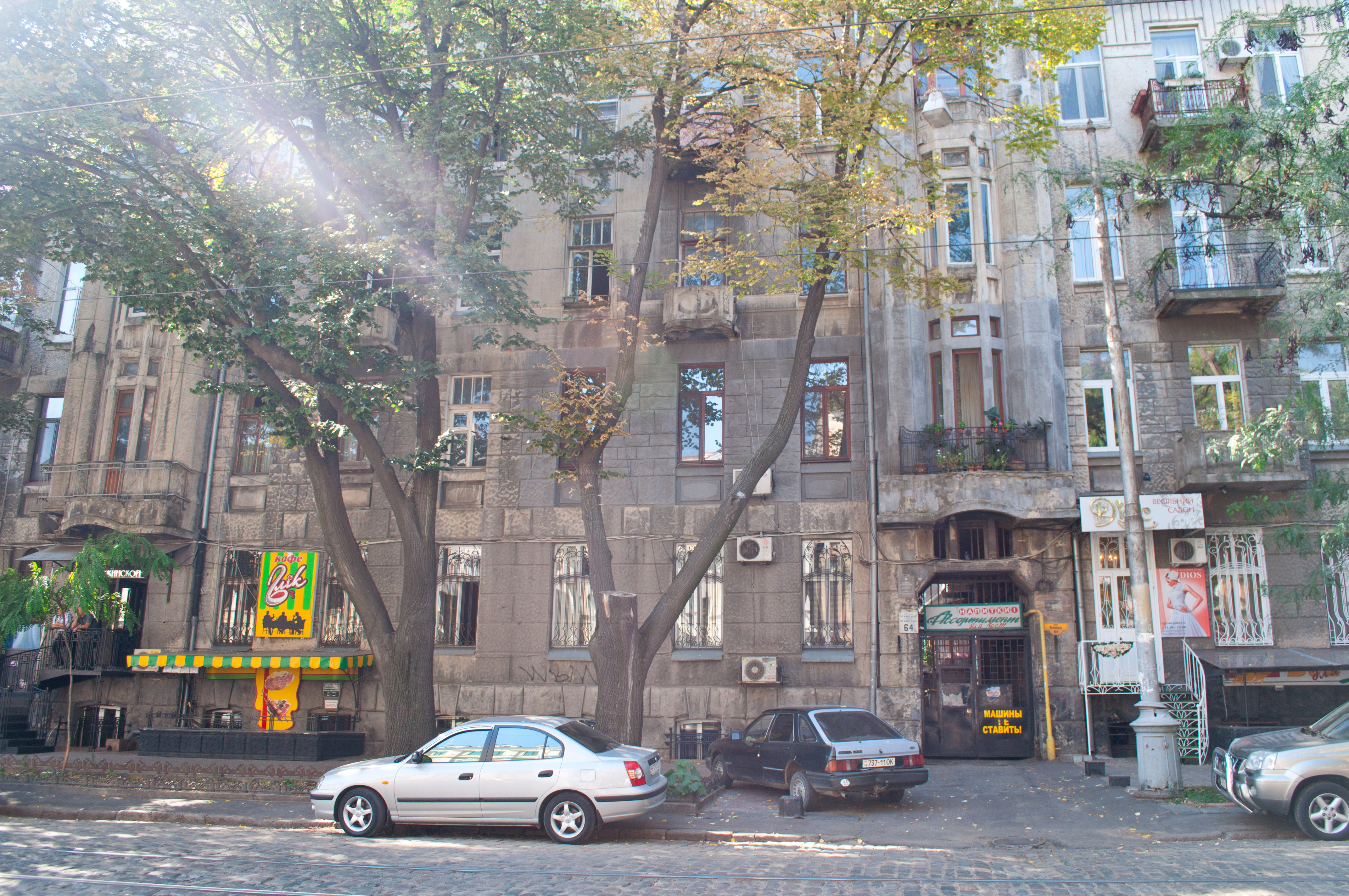
Фасад. Будинок Яворовських, 1911 р., 1914 р.
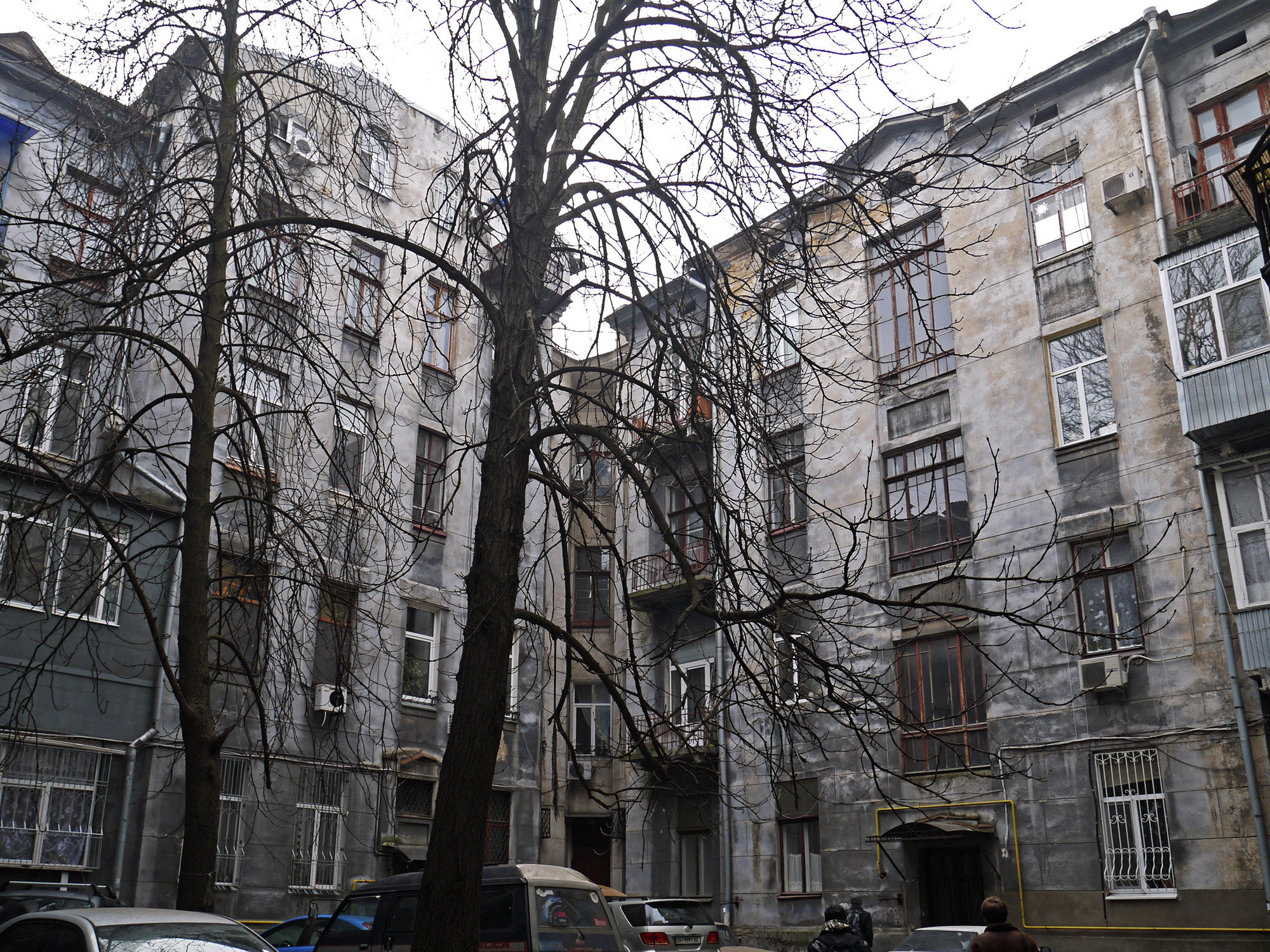
Подвір'я. Будинок Яворовських, 1911 р., 1914 р.
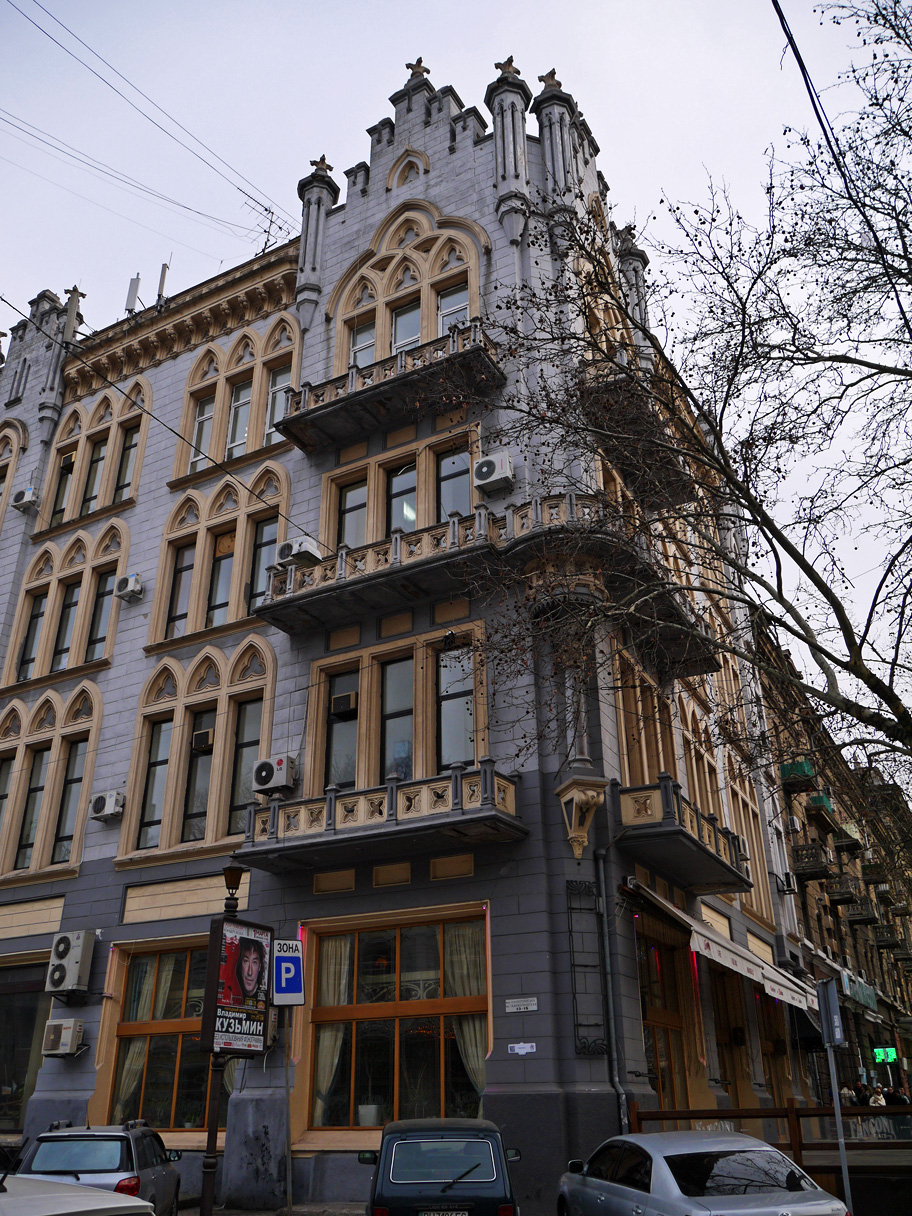
Будинок С. О. Григор'євої, арх. Ю. М. Дмитренко, гр. інж. В. І. Кундерт, 1912 - 1913 р.